# Трипуть, Александр Чеславович
Алекса́ндр Три́путь (21 мая 1982, Гродно, Белорусская ССР — 3 октября 2022) — белорусский легкоатлет, мастер спорта международного класса. Человек 2016 года по версии газеты «Прессбол». Заслуженный мастер спорта Республики Беларусь (2004).

## Спортивные достижения
| Год      | Турнир                                      | Дисциплина    | Место   |
| -------- | ------------------------------------------- | ------------- | ------- |
| 2000 год | летние Паралимпийские игры в Сиднее         | метание копья | Серебро |
| 2004 год | летние Паралимпийские игры в Афинах         | метание копья | Золото  |
| 2004 год | летние Паралимпийские игры в Афинах         | семиборье     | Серебро |
| 2016 год | летние Паралимпийские игры в Рио-де-Жанейро | метание копья | Бронза  |